# Cwitkowe (obwód czerkaski)
Cwitkowe (ukr. Цвіткове) – osiedle typu miejskiego na Ukrainie, w obwodzie czerkaskim, w rejonie czerkaskim. W 2001 liczyło 1313 mieszkańców, wśród których 1269 jako ojczysty język wskazało ukraiński, 31 rosyjski, 4 mołdawski, 2 białoruski, 1 gagauski, a 6 inny.